# Bockfließ
Bockfließ je městys v okrese Mistelbach v Dolních Rakousích. Žije zde přibližně 1 300 obyvatel.

## Geografie
Bockfließ leží ve Weinviertelu v Dolních Rakousích. Plocha městyse činí 22,83 kilometrů čtverečních a 22,09 % plochy je zalesněna.
Městys Bockfließ se člení na katastrální území „Bockfließ“ a „Wendlingerhof“.

## Historie
Místo bylo poprvé zmíněno v dokumentech v roce 1168. Práva trhů obdržela obec roku 1362.

### Vývoj počtu obyvatel
V roce 1971 žilo v obci 1199 obyvatel, 1981 1105, 1991 měl městys 1245 obyvatel, při sčítání lidu v roce 2001 zde žilo 1264 obyvatel, v roce 2006 to bylo 1581 a podle evidence ke dni 1. dubna 2009 zde žilo 1365 obyvatel.

## Politika
Starosta městyse je Josef Summer, vedoucí kanceláře je Wilma Schram.
V obecní radě je 19 křesel a po volbách v roce 2000 byly mandáty rozděleny mezi: (ÖVP) 10 a (SPÖ) 9.
Při volbách v roce 2005 získala (SPÖ) 9, (ÖVP) 8 a (ProBockfließ) 2 mandáty. Volba byla zpochybněna a na základě rozhodnutí zemské volební komise došlo k opakování voleb.
Při opakované volbě dostala (ÖVP) 9, (SPÖ) 9 a (ProB) 1 mandát. Po houževnatém povolebním vyjednávání zůstal starostou pan Summer (ÖVP) a zástupcem starosty pan Reil (SPÖ). Jazýčkem na vahách byl kandidát (ProBockfließ), který nakonec hlasoval pro (ÖVP).

## Kultura a pamětihodnosti

### Stavby
- Zámek
- Pranýř s podzemní kobkou
- Sloup Svaté Trojice
- Socha svatého Jana
- Morový sloup

## Hospodářství a infrastruktura
Nezemědělských pracovišť bylo v roce 2001 v obci 47, zemědělských a lesních pracovišť v roce 1999 bylo 60. Počet výdělečně činných osob v místě bydliště podle sčítání lidu 2001 bylo 554, to představuje 44,38 %.
V Bockfließu je několik vinařů. Známé je také naleziště ropy. Čerpací pumpy jsou symbolem oblasti.